# Ejabberd
ejabberd är en applikationsserver i XMPP skriven i Erlang. 
Den kan lätt köras i UNIX-liknade system, som Mac OS, GNU/Linux, FreeBSD, NetBSD och OpenSolaris, men i Microsoft Windows kräver den att användaren startar om applikationen efter varje utloggning. Den är en daemon, namnet står för Erlang Jabber Daemon (Jabber var ett tidigt namn på XMPP). LDAP stöds via SSL (TLS), SASL och STARTTLS.  Den stödjer PostgreSQL och MySQL, samt ODBC när den kopplas till andra system.  

## Användning
Det ejabberd gör är att användare kan kommunicera med varandra genom att låta dem få ett gemensamt system som kan skicka meddelanden dem emellan. En av dess stora fördelar är att den är skalbar (går att bygga ut och göra större) med moduler. Den är mycket spridd, då den finns i IETF Groupchat Service, BBC Radions LiveText, Nokias Ovi, KDE Talk och i Facebook. Den utvecklades av Alexey Shchepin, från Ukraina. 